# Justin Pierce
Justin Charles Pierce (21 de marzo de 1975 – 10 de julio del 2000) fue un actor y skater británico. Nació en Londres (Reino Unido), pero se mudó a Nueva York a temprana edad, lugar dónde creció. Logró reconocimiento por sus papeles de Casper en la película Kids de 1995, y Roach en la película de 2000 El próximo viernes. El 10 de julio del año 2000, se suicidó en Las Vegas, Nevada.

## Primeros años
Justin Charles Pierce nació el 21 de marzo de 1975 en Londres, Inglaterra, siendo hijo de James, un maestro de escuela, y de Meryl, una mujer de origen galés; pesé a haber nacido en Londres, fue criado en la sección Marble Hill del Bronx, ubicada en la ciudad de Nueva York. Sus padres se divorciaron cuando tenía quince años de edad, lo que lo llevó a comenzar a tener una infancia tumultuosa a falta de su figura paterna, convirtiéndose en un delincuente juvenil que solía andar por los parques de la ciudad toda la noche, salir en patineta, robar cerveza, cigarrillos y comida, e incluso ser arrestado por posesión de marihuana y heroína. Al poco tiempo, comenzó a faltar a clases para practicar skateboarding, y finalmente abandonó la escuela secundaria por completo y se mudó a un «laberinto de habitaciones» en el sótano de un edificio de la calle 176. Dicho lugar lo habitaba junto a otros conocidos con quienes compartía el gusto por el skate, ya que ni él ni sus compañeros de cuarto tenían dinero porque lo único que hacían era pasar el tiempo practicando skateboarding.

## Carrera
Fue miembro del equipo original Zoo York de skateboard, y forma parte del video "Mixtape" de 1998, además de revistas y publicidades para la compañía. También formó parte de "Supreme Crew' junto con algunos skaters de Zoo York y otros amigos como Harold Hunter y Peter Bici. En su memoria, Supreme Crew utiliza imágenes de Pierce practicando skateboarding (tomadas por fotógrafo Ari Marcopoulos) en sus líneas de ropa y publicaciones. Mientras hacía skateboarding en el Washington Square Park fue descubierto por el director de cine Larry Clark, quien lo incluyó como uno de los protagonistas principales de su película Kids.  Después del éxito de este film, ganó un premio Independent Spirit por su papel protagónico como Casper, el skateboarder drogadicto amigo de Telly (Leo Fitzpatrick), y se mudó a Los Ángeles.
Formó parte del reparto de la película de 1997 A Brother's Kiss como Nick Chinlund en su juventud. También actuó en películas para televisión como First Time Felon (1997). Coprotagonizó junto a Ice Cube y Mike Epps la película Next Friday, en el papel de Roach. Su última aparición en cine fue en la película del 2002, Looking for Leonard, que fue estrenada luego de su muerte y dedicada a su memoria.

## Vida personal
En 1999, se casó con la estilista Gina Rizzo en Las Vegas, Nevada. 

## Muerte
El 10 de julio de 2000, fue encontrado por personal de seguridad ahorcado por suspensión en su habitación del Hotel Bellagio. Se determinó que fue un suicidio. Se informó que se encontraron dos notas de suicidio, pero no se reveló su contenido. El día siguiente se realizó un servicio conmemorativo católico en la Antigua Catedral de San Patricio en el barrio de Little Italy, Manhattan.

## Filmografía
| Año  | Título                     | Papel            | Notas                                   |
| ---- | -------------------------- | ---------------- | --------------------------------------- |
| 1995 | Kids                       | Casper           |                                         |
| 1996 | Supreme Crew '96           | Justin Pierce    | Video promocional de skateboarding      |
| 1997 | A Brother's Kiss           | Joven Lex        |                                         |
| 1997 | First Time Felon           | Eddie            | Película para TV                        |
| 1998 | Wild Horses                | Rookie           |                                         |
| 1998 | Myth America               |                  |                                         |
| 1998 | Freak Weather              | Tipo de la pizza |                                         |
| 1998 | Zoo York Mix Tape          | Justin Pierce    | Skateboarding Vídeo                     |
| 1999 | Too Pure                   | Leo              |                                         |
| 1999 | Out in Fifty               | Freddy           |                                         |
| 1999 | Pigeonholed                | Devon            |                                         |
| 1999 | The Big Tease              | Skater           |                                         |
| 2000 | LA County                  | Justin Pierce    | Skateboarding Vídeo                     |
| 2000 | This Is How the World Ends | Zombie           | Película para TV                        |
| 2000 | Next Friday                | Roach            |                                         |
| 2000 | Malcolm in the Middle      | Justin           | 2 episodios                             |
| 2000 | King of the Jungle         | Lil' Mafia       |                                         |
| 2000 | BlackMale                  | Luther Wright    |                                         |
| 2002 | Looking for Leonard        | Chevy            | Filmada en 1997; estrenada póstumamente |

## Premios
| Año  | Premio                    | Categoría                | Obra | Resultado |
| ---- | ------------------------- | ------------------------ | ---- | --------- |
| 1996 | Independent Spirit Awards | Mejor actuación en debut | Kids | Ganador   |